# Västra Eneby kyrka
Västra Eneby kyrka är en kyrkobyggnad i Västra Eneby socken i Kinda kommun i Östergötland. Den ligger 6 km öster om Kisa och tillhör Västra Eneby församling i Linköpings stift.

## Kyrkobyggnaden
Västra Eneby kyrka är uppförd i gustaviansk stil 1779-1780. Den är vitmenad med stora rundbågiga fönster, brutet plåttak, torn i väster, tresidigt kor i öster och en vidbyggd sakristia i norr.
Invändigt är kyrkan försedd med öppna bänkkvarter, till vänster på evangeliesidan hänger predikstolen med ljudtak och i väster finns orgelläktaren med en mycket värdefull piporgel av Sven Nordström. Långhuset täcks av ett tunnvälvt brädtak.

## Historik
När man reser i Västra Eneby socken, berättar Carl Fredric Broocman, förstår man varför våra förfäder tagit sig för att kalla kyrkan Eneby; skogarna här är nämligen mer beväxta med enar än eljest är vanligt. Tyvärr vet vi inte så mycket om den gamla stenkyrkan; i alla fall bör den ha funnits år 1381 då den förste kyrkoherden nämns i källorna. De tidigaste uppgifterna om kyrkobyggnaden återfinns i den äldsta kyrkoboken, som är från 1590.
År 1500 tillverkades korskrank och predikstol av Göran snickare, vilka sedan bemålades av Gullich målare. Kort därefter tillkom de första kyrkbänkarna, som bemålades av Karin målerska. År 1621 uppsattes en klockstapel - kyrkan saknar nämligen torn - och i mitten på 1600-talet utvidgades fönstren och långhuset försågs med en läktare längs södra kyrkomuren. Under 1700-talet tillbyggdes koret och långhuset åt väster med 14 alnar, så att längden blev 42 alnar och bredden 10 alnar.
År 1745 fick kyrkan en ny predikstol som tillverkats av bildhuggare Niclas Österbom, Norrköping, och skänkts av baron Carl Cronhielm och hans hustru friherrinnan Charlotta Palmstierna. Den gamla predikstolen såldes till Ulrika kyrka.
Den medeltida kyrkan började bli för trång och år 1765 ansågs tiden mogen att bygga en ny kyrka. Murmästaren och klockaren Anders Hansson i Kärna socken besiktigade kyrkobyggnaden och föreslog att en ny skulle uppföras på norra delen av kyrkogården. Vid kyrkostämman lyckades man emellertid inte uppnå enighet om förslaget och nybyggnadsplanerna skrinlades tills vidare. Den gamla klockstapeln var i dåligt skick och man hade därför önskemål om att kyrkan skulle förses med ett modernt torn.
År 1776 lade byggmästare Johan Fredric Fehmer fram ett nybyggnadsförslag, som accepterades av stämman och 1779 satte arbetet igång. Kyrkan byggs tidsenligt med ett tämligen högt långhus och ett tresidigt kor av samma bredd som långhuset. Den förses med brutet tak med plåttäckning. I väster uppförs ett torn, som är ganska lågt och avslutas med en karnisformad plåthuv på toppen krönt av ett förgyllt kors. På norra sidan uppförs en rymlig sakristia. Kyrkobyggnaden blev klar 1780.
År 1781 fick den nya kyrkan en ny predikstol troligen tillverkad av mäster Jonas Berggren, Målilla. Den är försedd med reliefer inom snirklade rokokokartuscher i en övergångsstil mellan rokoko och gustaviansk stil. Relieferna återger i mitten kors och bok, till vänster lagens tavlor och bok samt till höger altare och eld. Den tidigare predikstolen ställdes undan i tornkammaren. Samtidigt tillkom en altartavla, ”Frälsaren vid Jakobs brunn”, av en okänd konstnär. Ovanför altartavlan har ett tidigare runt fönster satts igen och täcks nu av en målning visande kvinnorna vid Kristi grav.
Under 1900-talet har kyrkan försetts med nya bänkar och i altarringen har man tagit fram den gamla färgen på de mörkt marmorerade speglarna.

## Inventarier
- Altarskåp av ek tillverkat i Lübeck under 1400-talets andra hälft, (bilder).
- Krucifix av ek med kors av furu från verkstad i Östergötland, 1200-talets sista fjärdedel, (bilder).
- Rökelsekar, troligen härstammande från 1200-talet.
- Altartavla föreställande ”Frälsaren vid Jakobs brunn, målad 1745 av okänd mästare, skänkt av häradshövding Axel Loo och hans hustru A. H. Bauman, Gräverum.
- Predikstol från 1781 troligen gjord av bildhuggaren Jonas Berggren från Målilla, skänkt av majoren vid amiralitetet Daniel Johan Ädelberg, Bankevid.
- Ljuskrona av glas från 1700-talets slut.
- Antependium av röd blommig sammet med silvergaloner och silverspetsar, försedd med årtalet 1728.
- Antependium av röd sidendamast, försedd med årtalet 1728.
- Nattvardskalk av silver i renässansform.
- Oblatask av silver med krucifix på locket, tillverkad av linköpingsguldsmeden Nils Nilsson Behm[särskiljning behövs]; inskrift: ”Jonas Gyllen Adler: Maria Catharina Leijonfeldt”.
- Vinkanna av silver, tillverkad av P. Zachun, Norrköping 1769.
- Vinkanna av tenn, skänkt 1781.
- Målning, troligen från 1700-talets förra hälft, visande Jesu födelse.
- Målning som åskådliggör den evangelisk-lutherska kyrkan som en klippa med kyrkobyggnad, krucifix och bibel med porträtt av Martin Luther, där Gustav II Adolf och Carl XII står vid klippans fot.
- Storklockan, daterad till senast 1300-talet och försedd med reliefer av ett krucifix, de fyra evangelisterna och en del andra personer, apostlar och profeter, där relieferna troligen är äldre än storklockan.
- Lillklockan med påskrift på ena sidan: ”Åhr 1754, då Adolph den Förste war Konung i Swea Rike, och Doctor Andreas Ol. Rhyzelius Biskop i Linköping, ær thenna Klocka guten i Norrköping på Eneby Församlings och Pastoris Zachariæ Juringii bekostnad, af Magnus Hultman”. På andra sidan står en vers:

|  |                                                   |
|  | Förr än min far blef far, jag måst i wagga ligga, |
|  | Wäl i trehundra år, och spena miölken tigga:      |
|  | Är nu tredubbelt störr’, har också högre ljud,    |
|  | Och sammankallar Folk, att höra HErrans bud.      |

## Orglar
- År 1746 byggde Jonas Wistenius, Linköping, en sjustämmig orgel i Västra Enebys gamla kyrka för en kostnad av 1 300 daler kopparmynt.[1]
- År 1750 målades orgelhuset.
- År 1778 flyttades verket över till den nya kyrkan.
- År 1850-1851 byggde Sven Nordström, Norra Solberga, en ny tvåmanualig mekanisk läktarorgel. Vita undertangenter på manualklaveren. Alla fasadpipor stumma. Verket avsynades den 12 september 1851 och fick mycket beröm av domkyrkoorganist Eric Dahlman i Linköping. Den 16 september samma år förrättades den högtidliga invigningen.

### Disposition
| Huvudverk I C-f³ | Öververk II C-f³    | Pedal C-h°          | Koppel          |  |
| Borduna 16', B/D | Corno di Basetti 8' | bihängd huvudverket | Öververk/manual |  |
| Principal 8'     | Flöjt 8'            |                     |                 |  |
| Fleut d'Amour 8' | Fugara 8'           |                     |                 |  |
| Octava 4'        | Principal 4'        |                     |                 |  |
| Flöjt 4'         | Flöjt 4'            |                     |                 |  |
| Octava 2'        | Octava 2'           |                     |                 |  |
| Scharf III ch.   | Oboe 8', D          |                     |                 |  |
| Basun 16', B     |                     |                     |                 |  |
| Trumpet 16', D   |                     |                     |                 |  |
| Trumpet 8', B/D  |                     |                     |                 |  |

### Diskografi
- Gamla svenska orglar / Engsö, Rune ; Fagius, Hans ; Jacobson, Lena, orgel. 3CD. BIS-123. 1996.
- Orgeln i Västra Eneby / Waldenby, Michael, orgel. Västra Eneby församling, VECD 1. 2000.

## Fornborg
Hovby skans, en av Östergötlands största fornborgar, ligger i närheten av kyrkan.

## Bildgalleri

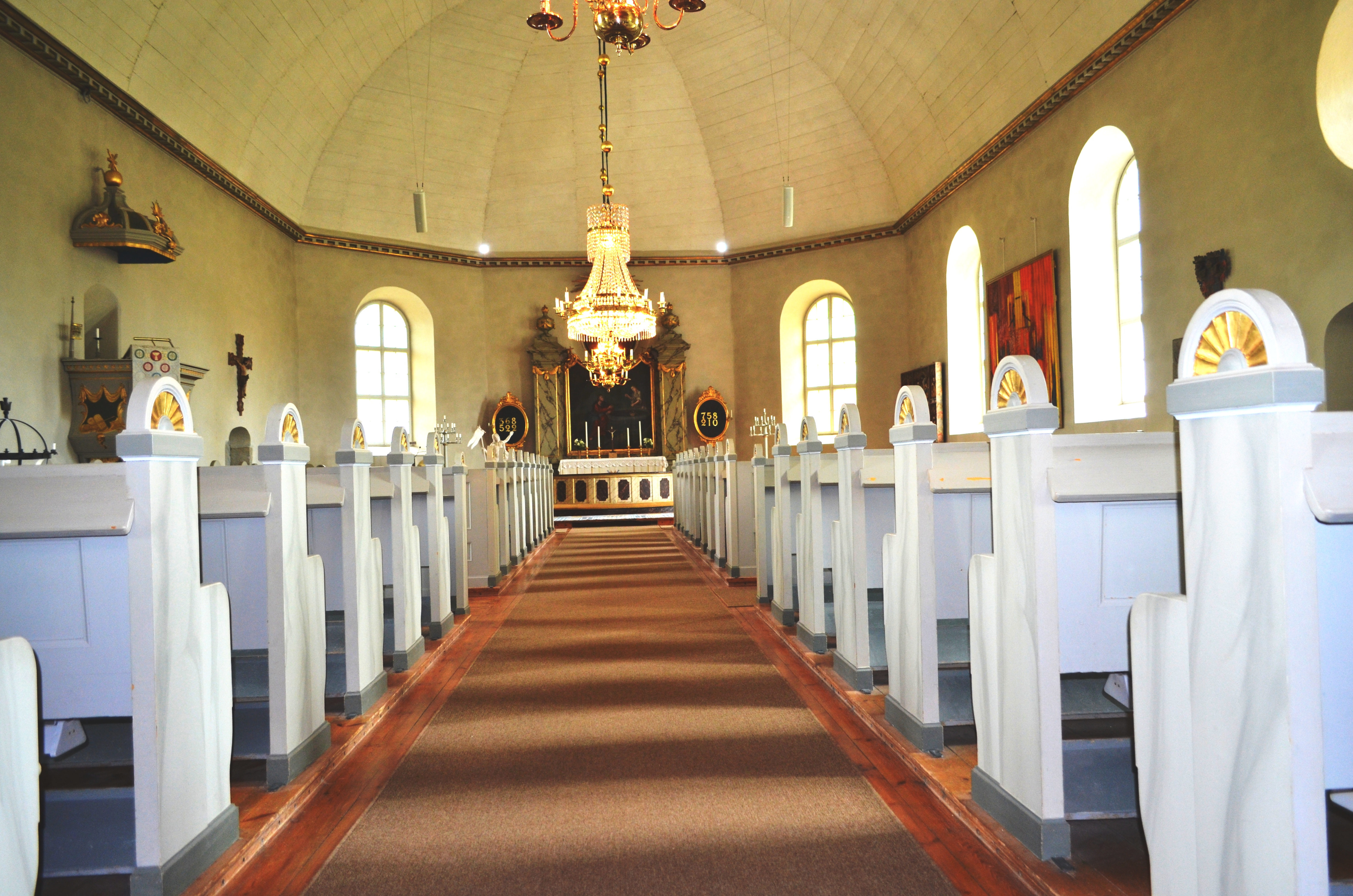
Västra Eneby kyrkas kyrksal
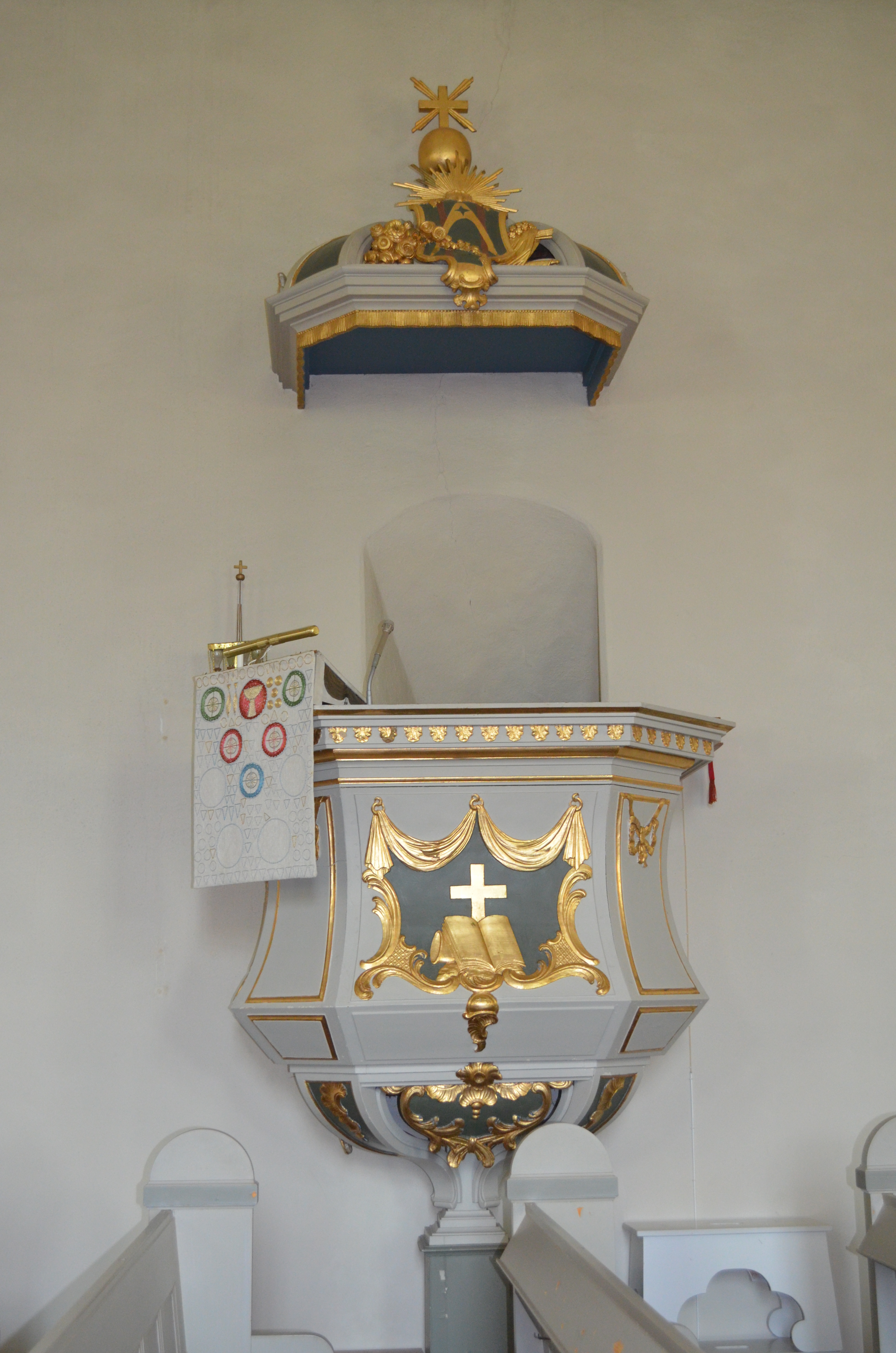
Västra Eneby kyrkas predikstol
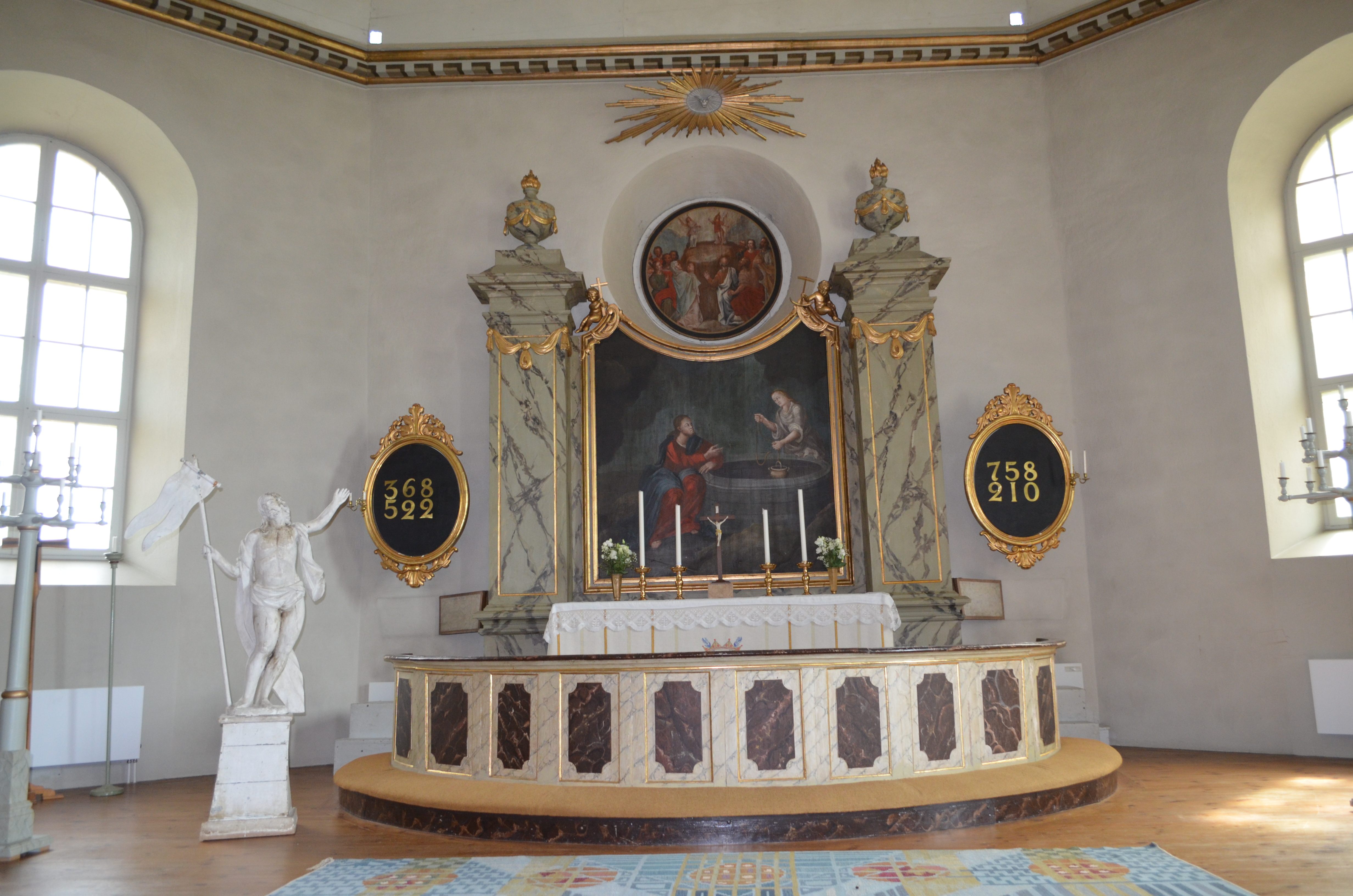
Västra Eneby kyrkas altare
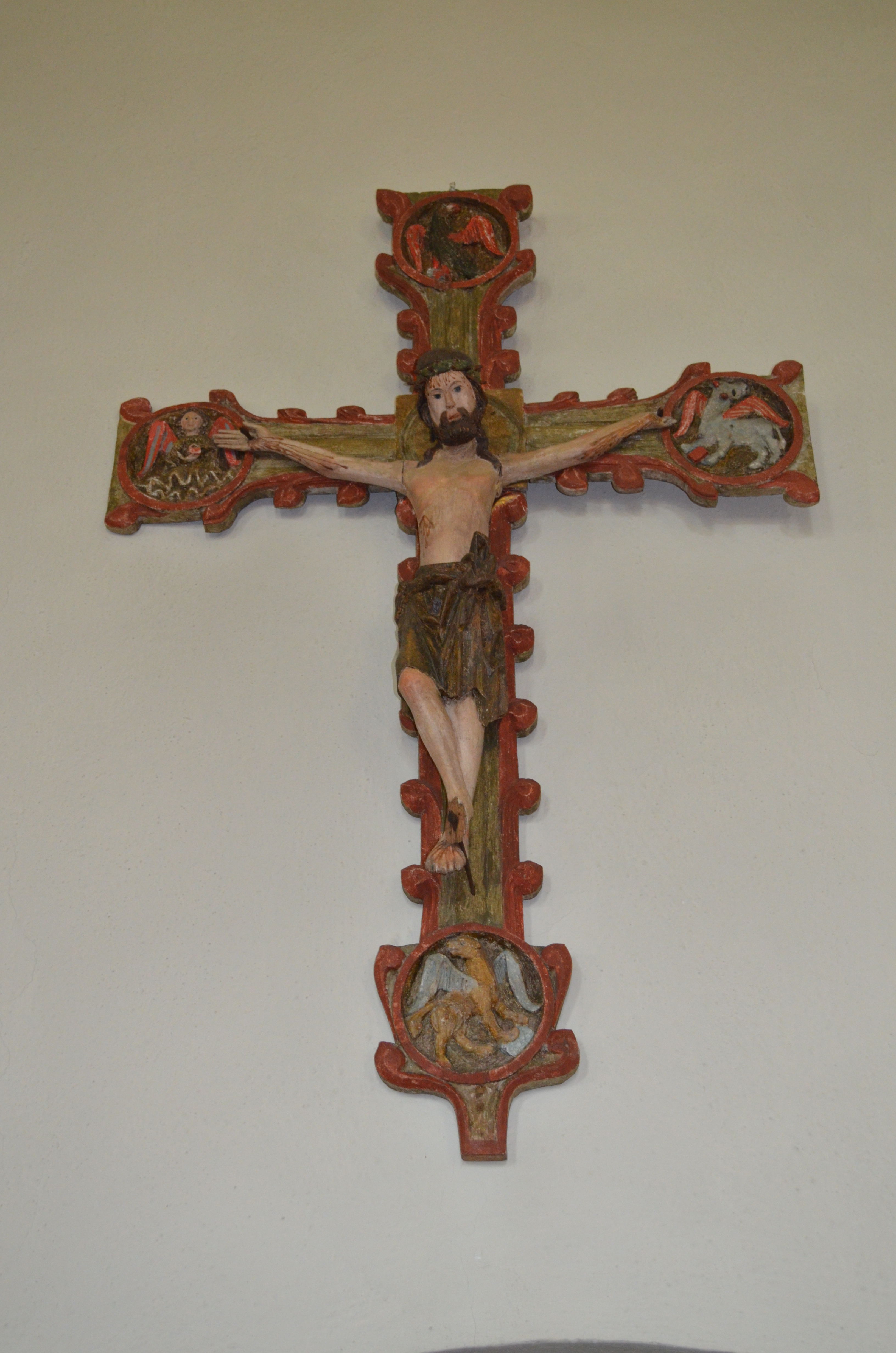
Västra Eneby kyrkas krucifix
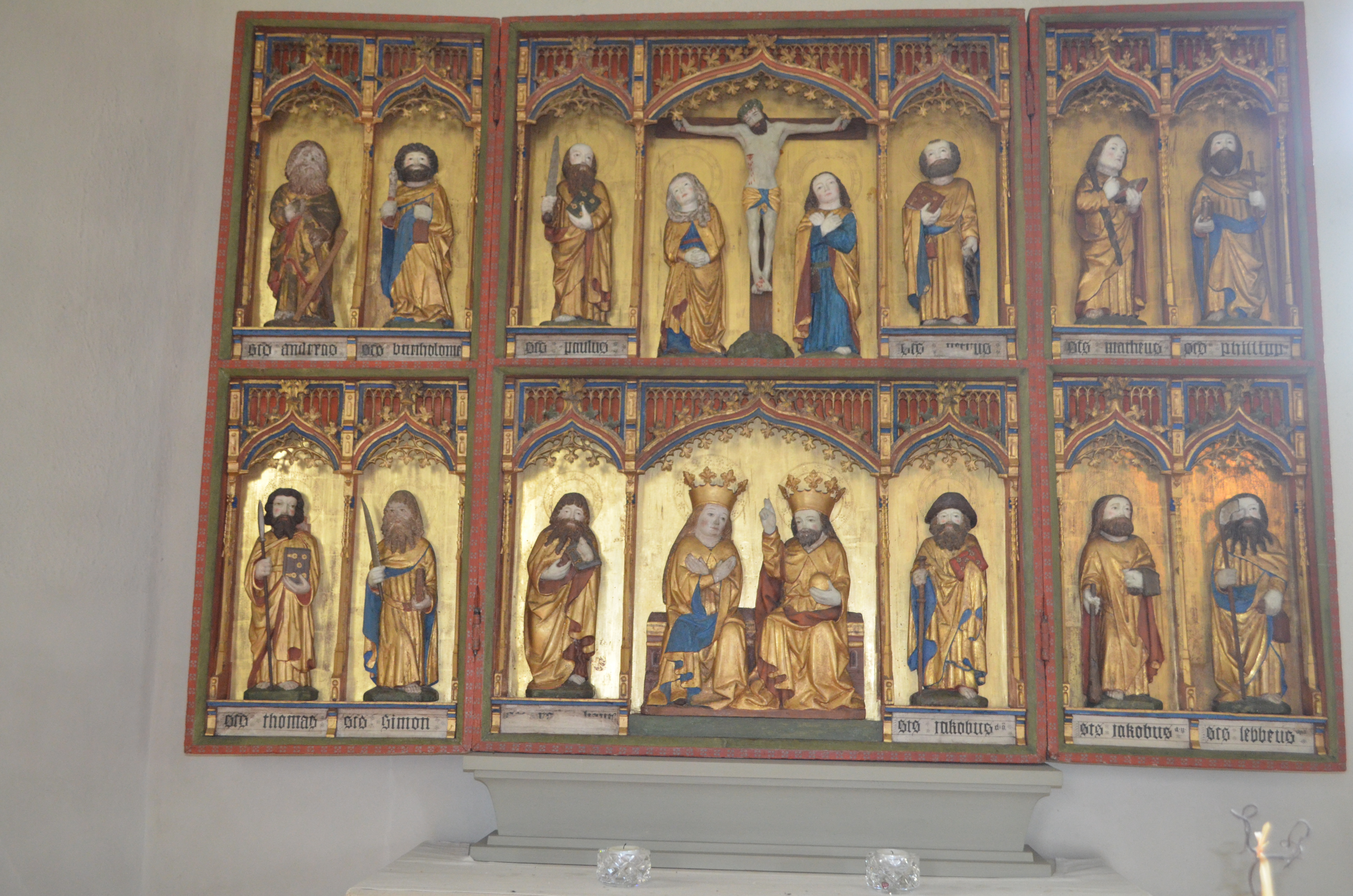
Västra Eneby kyrkas altarskåp
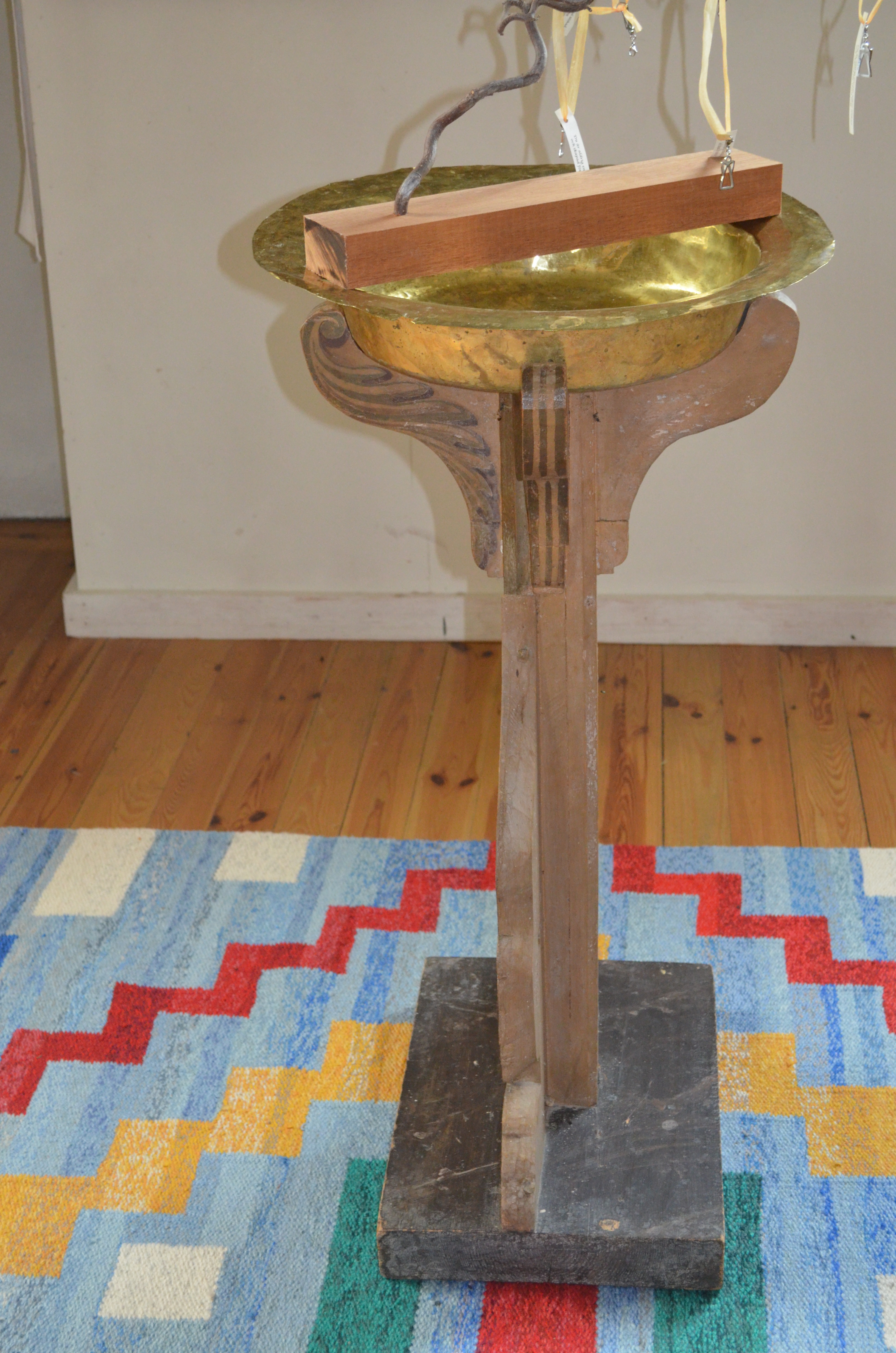
Västra Eneby kyrkas dopfunt
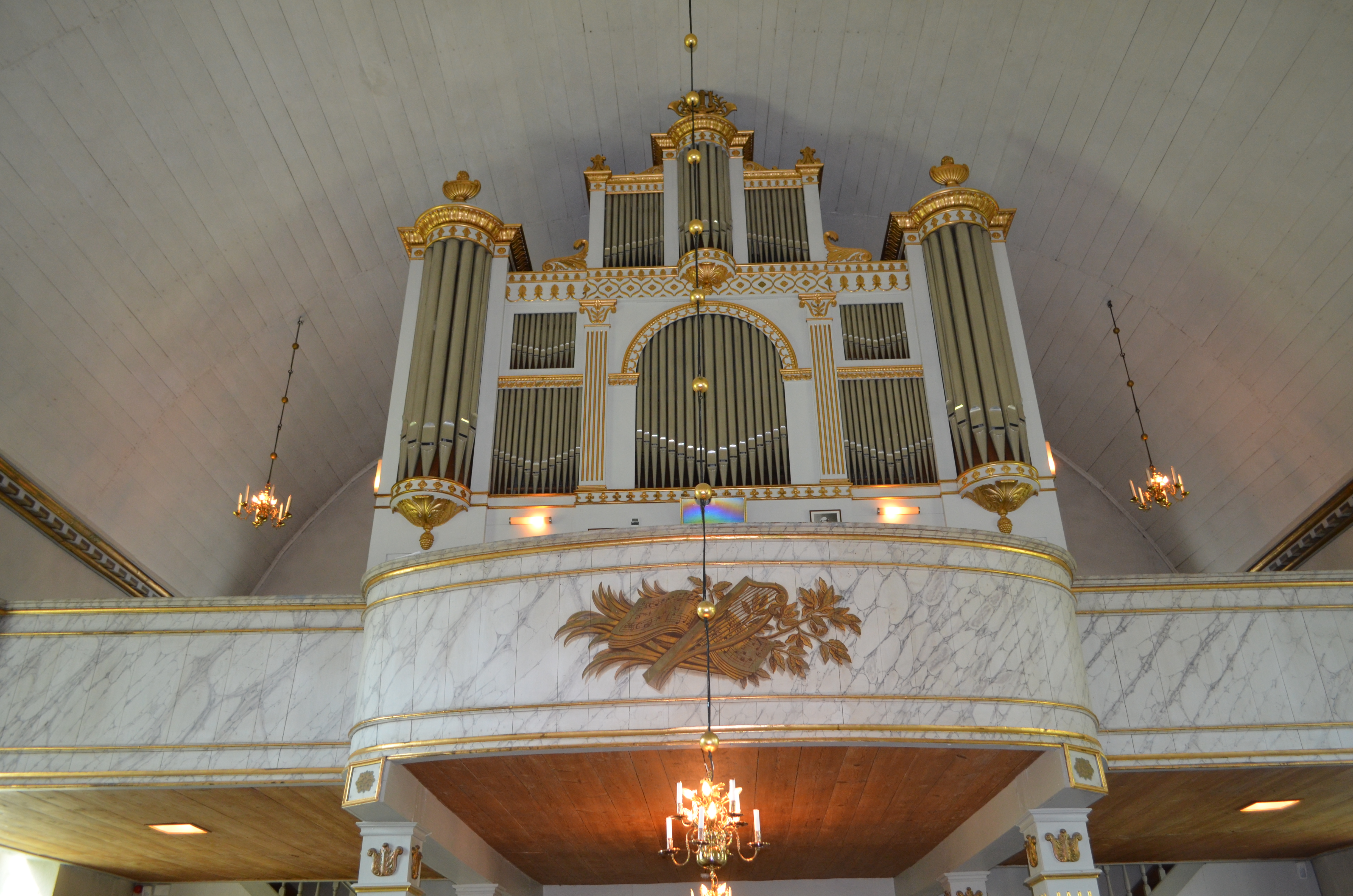
Västra Eneby kyrkas orgelläktare